# Gerechtshof van Richelle

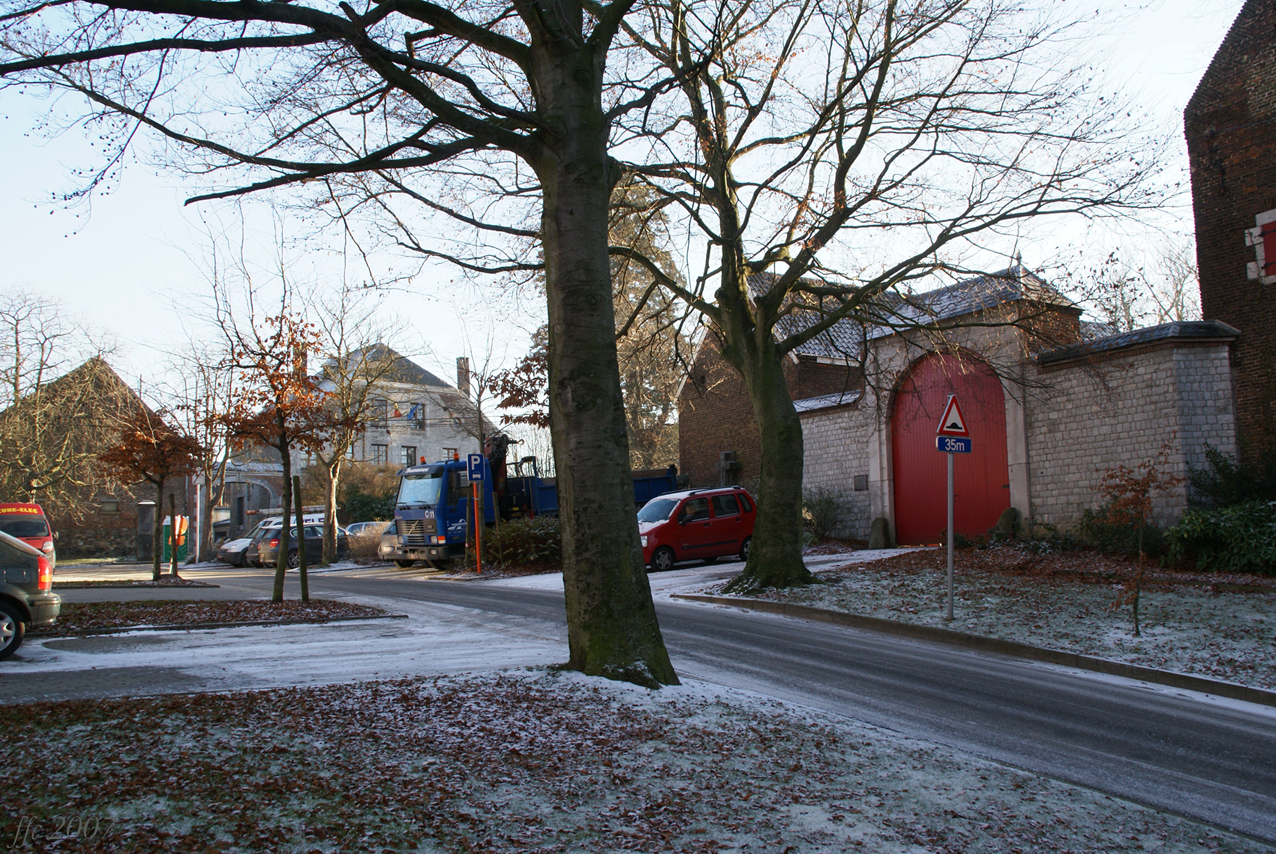
Cour de Justice

Het voormalig Gerechtshof van Richelle (Cour de Justice de Richelle) is een bouwwerk, gelegen aan het Place Cour de Justice te Richelle in de Belgische provincie Luik.
Het werd vermoedelijk gebouwd in 1745 door Jean-Mathias Dodémont, behorende tot een familie die veel notabelen heeft geleverd, zoals griffiers, burgemeesters en andere magistraten. Het is echter ook mogelijk dat hij in 1745 slechts het toegangsportaal heeft gebouwd, dat de wapenschilden van hem en zijn vrouw draagt, en dat dit portaal aan een bestaand gebouw werd toegevoegd. Tot aan de Franse tijd werd in dit gebouw recht gesproken.